# 叶夫多基娅·洛普希娜
叶夫多基娅·费奥多罗夫娜·洛普希娜皇后直译：「Евдокия Федоровна Лопухина」（1669年8月9日—1731年9月7日）是俄罗斯沙皇彼得一世的原配皇后，也是俄罗斯历史上最后的本族本土皇后。他们于1689年1月27日结婚，并于1698年离婚。她是皇子阿列克谢·彼得罗维奇的母亲和俄罗斯沙皇彼得二世的祖母。

## 生平

### 早年
叶夫多基娅本名普拉斯科维娅·伊拉里奥诺夫娜，是伊拉里翁·阿布拉莫维奇·洛普欣和乌斯季尼娅·波格丹诺夫娜·勒季谢娃的女儿，故为洛普欣家族的一员和贵族。像所有17世纪皇后的父母一样，她的父母并不属于最高贵族。伊拉里翁是彼得的父亲前沙皇阿列克谢·米哈伊洛维奇朝廷的事务律师。彼得的兄长费奥多尔三世年间，伊拉里翁被提拔为上校和射手卫队首领。
普拉斯科维娅生于祖居地梅曉夫斯克區謝列布里亞內耶村。梅曉夫斯克區正是彼得的祖父米哈伊尔·费奥多罗维奇·罗曼诺夫的妻子叶夫多基娅·斯特列什涅娃的出生地。

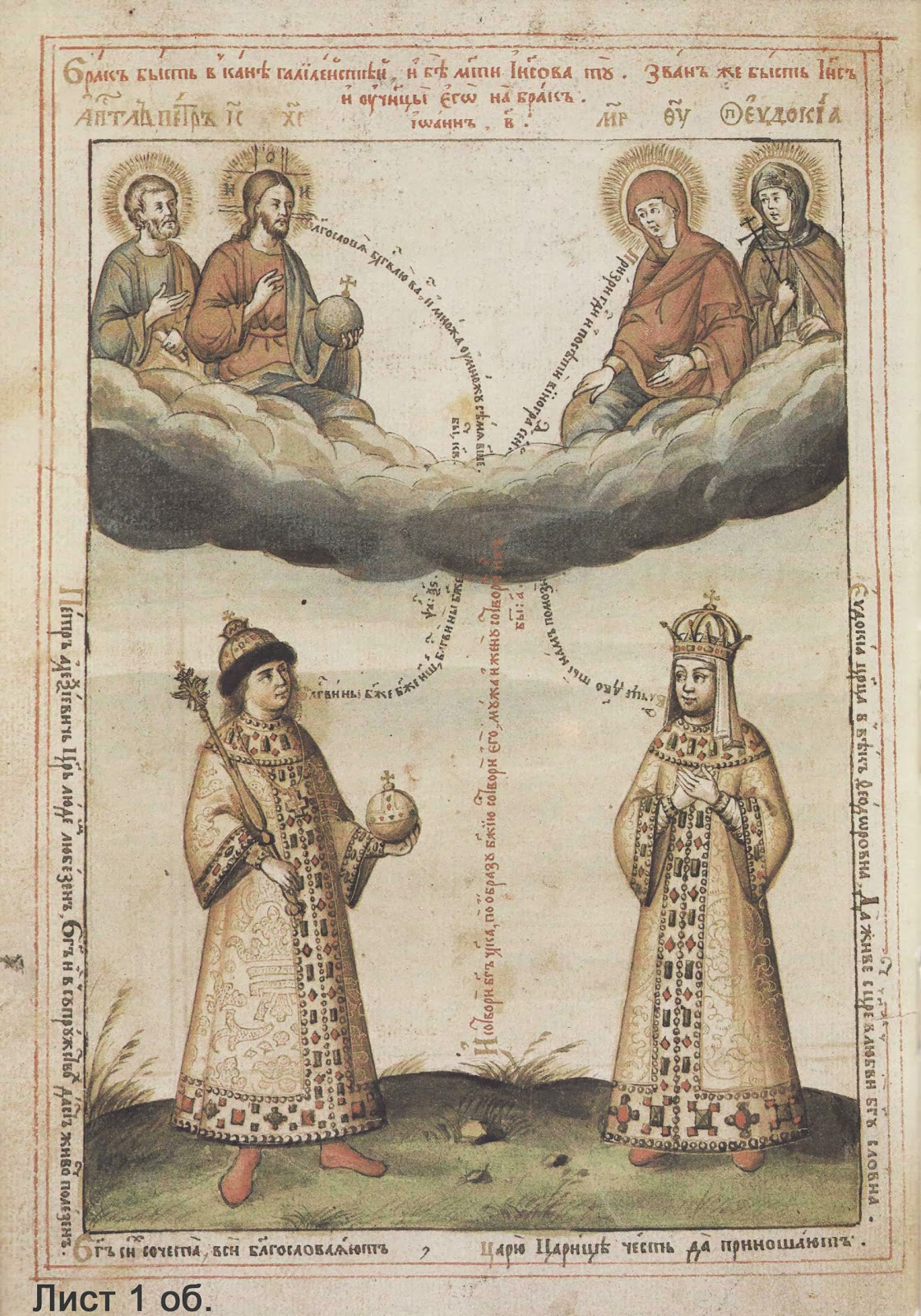
这幅画位于《爱情之书》开头，是诚实婚姻的标志，于1689年作为结婚礼物赠送给彼得大帝。

### 婚姻
在未与16岁的新郎协商的情况下，她被沙皇的母亲纳塔利娅·纳雷什金娜选为沙皇的新娘，主要是因为普拉斯科维娅的母亲与著名的波雅尔费奥多尔·勒季谢夫的关系。得知彼得的另一兄长共治沙皇伊凡五世的皇后普拉斯科维娅·萨尔蒂科娃怀孕（彼得夫妇婚后两个月，玛丽亚·伊万诺夫娜公主出生）后，纳塔利娅认为彼得也到了结婚的时候。她认为作为纳雷什金家族的盟友，洛普欣家族虽然名声不佳，但人数众多，在步枪队中有影响力，希望他们辅佐儿子。尽管有人谈论彼得与特鲁别茨科伊公主的婚姻，但纳雷什金家族和吉洪·斯特列什涅夫阻止了此事。
伊拉里翁因此在婚礼后被升为波雅尔。彼得和普拉斯科维娅于1689年1月27日（公历2月6日）在莫斯科附近的变形宫教堂举行婚礼，普拉斯科维娅加冕为皇后。婚礼上，她改名为更悦耳且更贴合皇后身份的叶夫多基娅，也许是为了纪念出自同乡的先皇后，也许是为了避免和妯娌普拉斯科维娅皇后重名。伊拉里翁被改名为费奥多尔，相应地叶夫多基娅名字中的“父名”部分也由伊拉里奥诺夫娜改为纪念罗曼诺夫家族神社的费奥多罗夫娜。这一事件对于那些等待彼得取代摄政长公主索菲婭的人来说意义重大，“因为，根据俄罗斯的观念，已婚男子被视为成年人，而在他的人民眼中，彼得获得了摆脱摄政皇姐的全部道德权利。”
次年，她生下了俄罗斯大公阿列克谢·彼得罗维奇。高兴的彼得在普雷斯尼亚举行了“壮观”的烟花表演。她还生了两个儿子，分别是1691年生的亚历山大和1693年生的保罗（后者是否存在有争议），但都在婴儿时期夭折。
起初，这场婚姻很愉快，他们在彼此的信件中只写自己名字的一半，彼得自称彼得鲁什卡，叶夫多基娅自称邓卡。叶夫多基娅在期盼彼得从旅行中归来时写道：
你好，我多年的光！我们请求您的怜悯，也许先生，请毫不犹豫地唤醒我们。而我，在我母亲的恩典下，还活着。你的妻子邓卡眉头一跳
叶夫多基娅按旧式风俗受教育，和亲西方的丈夫没有共同兴趣，有独立性格，不满丈夫经常不在家，彼得为了听不到她的抱怨也减少了来往，也迁怒于他无法忍受的她保守的亲戚，很快1692年就在德国为了一位荷兰美女安娜·蒙斯抛弃了她。但是当皇太后在世时，国王并没有公开对他的妻子表示反感。与此同时，纳塔莉娅太后在最后几年很快就对儿媳失望了，讨厌她的独立和坦率的固执。于1691年娶了她妹妹谢妮娅的鲍里斯·伊万诺维奇·库拉金在《沙皇彼得·阿列克谢耶维奇的历史》中描述叶夫多基娅：

还有一位长相白皙的皇后，只有平庸的心性和与丈夫不一样的性情，所以她失去了所有的幸福，毁了整个家庭……没错，最初沙皇彼得夫妇之间的爱情是美好的，但只持续了一年……但后来它停止了；此外，纳塔利娅·基里洛夫娜皇太后憎恨她的儿媳，更希望看到她与丈夫不和而不是相爱。就这样结束了，从这场婚姻中，俄罗斯国家发生了伟大的事，这已经为全世界所见……
在婚礼后不久就出现在宫廷生活“视线”中的洛普欣家族的特征如下：

……洛普欣家族的人们是邪恶的、吝啬的告密者，心智低下，根本不知道如何处理庭院……到了一点钟，所有人都讨厌他们，并开始推理，如果他们得到怜悯，他们会毁了所有人并接管国家。而且，简而言之，每个人都讨厌他们，他们在寻求伤害或危害每个人。
1694年纳塔利娅太后驾崩后，当彼得前往阿尔汉格尔斯克时，他停止与叶夫多基娅通信。虽然叶夫多基娅仍是皇后，她和儿子住在克里姆林宫的一座宫殿里，但她的亲戚、担任重要政府职位的洛普欣家族却因卷入阴谋而蒙羞。年轻的皇后开始联系对彼得的政策不满的人。她给彼得的信中充满了单恋的抱怨和表达，同时也向家族抱怨。

### 出家
1697年，就在沙皇前往西欧的漫长旅程前，由于A. P. 索科夫宁、伊凡·齐克勒和F. M. 普希金的弑君阴谋事发，皇后的父亲和两个波雅尔兄长谢尔盖和瓦西里被逐出莫斯科担任总督。1697年，在伦敦的大使馆停留期间，彼得认为应该让充满恨意的皇后远离皇储，遂指使舅舅列夫·纳雷什金和波雅尔吉洪·斯特列什涅夫以及皇后的听告解神父说服叶夫多基娅剃发当修女。叶夫多基娅不同意，指处于幼儿期的儿子需要她。但1698年8月25日从国外回来后，沙皇直接去找了安妮·蒙斯。
在第一天拜访了他的情妇并参观了更多的房子之后，仅仅一周后，沙皇就见了他在恐惧和希望之间的合法妻子，而且不是在家里，而是在邮局局长安德烈·维纽斯的房间。长达4小时的一再劝说并没有取得成功——叶夫多基娅拒绝接受剃发，并在同一天请求大牧首亚德里安说情，亚德里安为她说情但没有成功，只是激怒了彼得。3周后，她的儿子被带离她改由姑母纳塔利娅公主抚养，她乘坐最简单的马车，在没有随行人员的情况下被押送到修道院。（有迹象表明他一开始想处决她，但被列福尔特劝止）。维尔博亚则称皇后被废的起因是骄傲、鄙视出身平民的亚历山大·达尼洛维奇·缅什科夫。

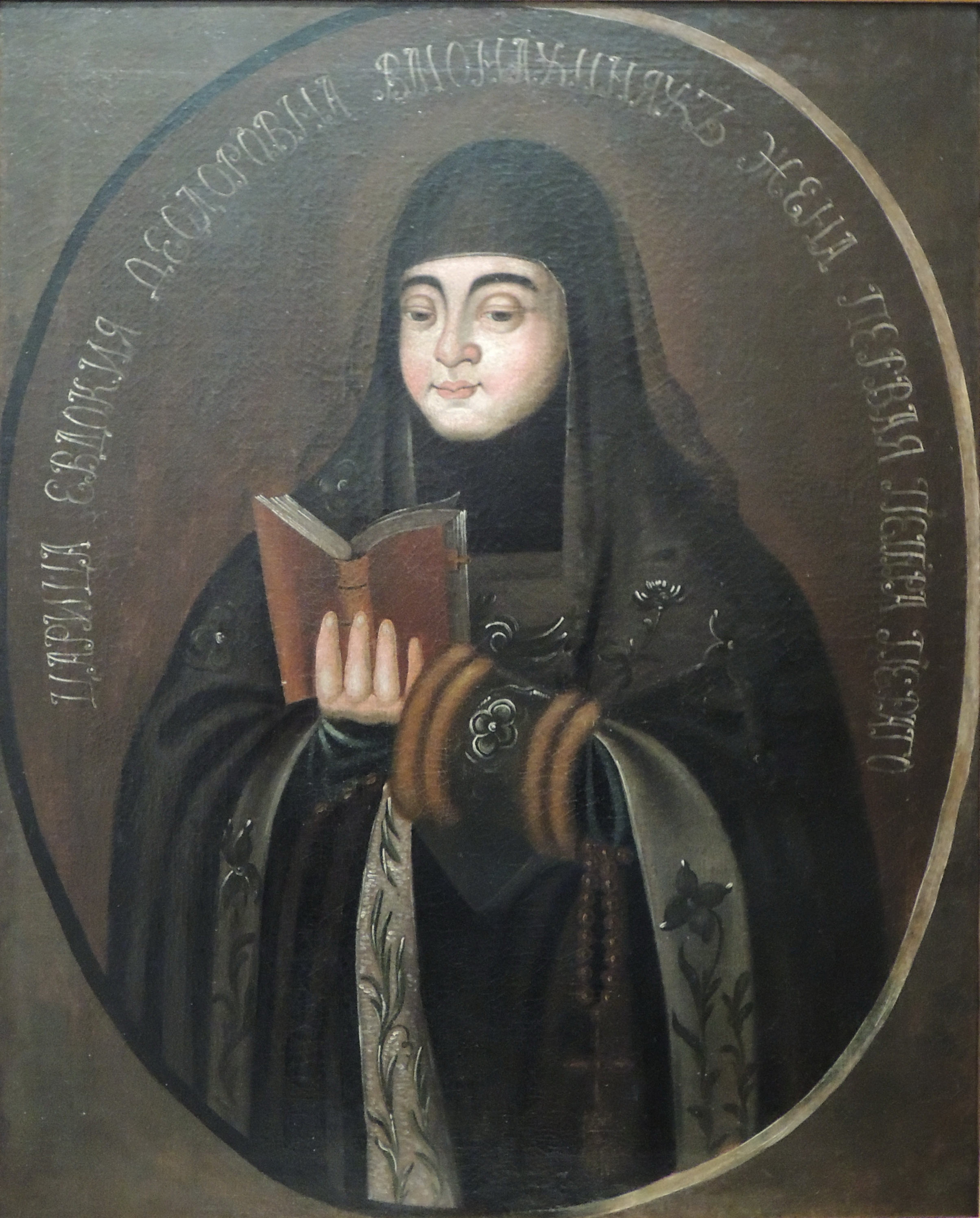
叶夫多基娅·洛普希娜在修道院着法衣

9月23日，她最终被放逐到皇后的传统放逐地苏兹达尔的代祷修道院。修道院的大主教不同意给她剃发，为此被捕。在后来与“阿列克谢皇子案”相关的宣言中，彼得一世对这位前皇后提出了指控——“……因为她的一些厌恶和怀疑。”同年，彼得将他的两个同父异母的姐姐玛尔法和费奥多西娅也剃了发，因为她们表达了对被废黜的索菲亚公主的同情。
在天使报喜教堂的西侧，为叶夫多基娅建造了专门的鹅卵石房间。1699年6月，根据书记官谢苗·雅济科夫向苏兹达尔的代祷修道院的大主教宣布的敕令，叶夫多基娅在玛尔法代祷修道院司库玛丽亚姆娜的密室中以修女埃琳娜的名字接受了大僧侣伊拉里昂的剃发。女修道院院长和修女们为叶夫多基娅皇后的流放而欢欣鼓舞：“向你袭来的不是怜悯，也不是薪水，”伊拉里昂预言道，“烈火正在向你袭来！他会燃烧，愿他摧毁你！ ”
国库没有分配给她用度——她是由她的亲戚“喂养”的。她写信给他们：“这里什么都没有：一切都腐烂了。尽管我对你很无聊，但我能做什么。在她还活着的时候，请你喝，吃，穿，当乞丐”。
事实上，6个月后，她就告别了修道院的生活，由哥哥阿布拉姆和农民米哈伊尔·博索伊作为与莫斯科来往的使者。博索伊每年数次来到代祷修道院拜访叶夫多基娅，每次都送她“莫斯科的恩惠”——她的大姑子玛丽亚·阿列克谢耶夫娜的50卢布和各种食物和衣服的礼物，以及特别委托的关于莫斯科动向的消息。
因为叶夫多基娅仍然在世，故1707年彼得另娶叶卡捷琳娜为皇后的合法性被质疑。
1709年至1710年间当地的典院允许叶夫多基娅像普通妇女一样住在那里，成为一名居家女信徒。她与前来苏兹达尔招募新兵的斯捷潘·格列博夫少校私通，后者是由她的听告解神父费奥多尔·普斯汀尼介绍给她的。第一次约会后，他给了叶夫多基娅两张北极狐皮、紫貂皮和厚织锦。
虔诚的废后每天都去教堂做礼拜，她喜欢阅读圣人的生平，为穷人做善事，为修道院做出慷慨的贡献。1712年，在修道院的圣门对面，她建造了一座冬日的圣尼古拉斯奇迹工人教堂，里面有一座小教堂，以纪念她的儿子阿列克谢皇储的得名起源阿列克谢修士。
当发现彼得忙于事务而忽略了她以后，她开始带着一个随从偷偷离开禁闭室并前往博戈柳博斯基、斯诺文斯基、科兹明-雅克罗姆斯基、佐洛特尼科夫斯卡娅修道院和其他一些修道院朝圣，通常乘坐封闭的马车。
来自叶夫多基娅给彼得的感谢信：
最仁慈的先生！在过去的几年里，我不记得了，根据我的承诺，我在苏兹达尔的老妇人代祷修道院中接受了剃发，我的名字是埃琳娜。六个月以来，她一直穿着修女的法衣；又不想出家，放弃了修道，脱了法衣，偷偷住在修道院里，打着修道的幌子，做居家女人……——S. 索洛维耶夫 《俄罗斯自古以来的历史》第17卷彼得一世·阿列克谢耶维奇的统治
但格列博夫的妻子知道后，便和阿布拉姆取消了格列博夫来往莫斯科和苏兹达尔的工作，格列博夫意识到过分了也避免与废后见面。
根据一些记载，格列博夫一家是洛普欣家族的邻居，叶夫多基娅可能从小就认识他：

叶夫多基娅给格列博夫的信：“我的光，我的父亲，我的灵魂，我的快乐！要知道恶咒时刻到了，我要和你分开！如果我的灵魂与我的身体分开会更好！哦，我的灯！我怎么能没有你，我怎么能活着？我该死的心已经听到了一些令人作呕的声音，很长一段时间里，一切都在向我哭泣。呵呵，有我在，要知道，才会成长。我真的不在乎你，天哪！哦，我亲爱的朋友！你为什么对我这么好？我在世上的生活已经不适合我了！你为什么生我的气，我的灵魂？你没给我写什么？戴上，我的心，我的戒指，爱我；我也对自己做了同样的事情；我从你那里拿的。”
叶夫多基娅在给阿布拉姆的信中向格列博夫家族寻求帮助。1715年，格列博夫决定拜访废后。
1716年，玛丽亚公主对皇储阿列克谢聊起叶夫多基娅，鼓励他夺取皇位。

### 阿列克谢皇子案

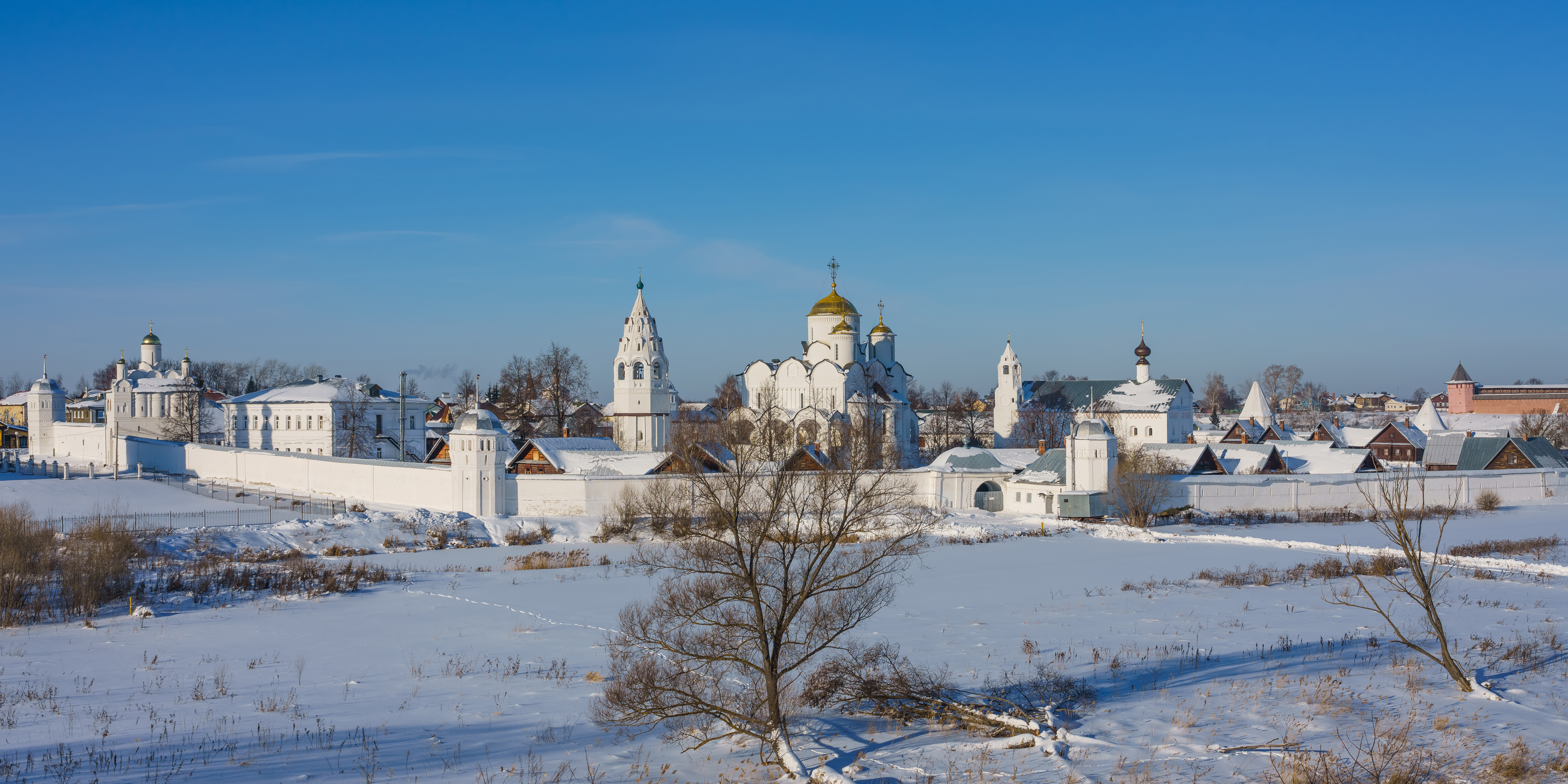
苏兹达尔的代祷修道院

对废后的同情依然存在。渐渐地，叶夫多基娅和她的儿子成为以教会官员为主的反对彼得改革的中心。罗斯托夫的德米特里厄斯主教预言叶夫多基娅很快将再次成为皇后，并在教堂中布道时称她为“伟大的女主人”，劝说废后脱下法衣。他们还预言彼得会与妻子和解，离开新建立的彼得堡及终止改革。但预言没有实现，德米特里厄斯便称那是因为废后的父亲费奥多尔有罪且坠入了地狱。1718年，亚历山大·基金因阿列克谢皇子案被通缉，在审案期间阿列克谢皇子诽谤姑母玛丽亚公主，玛丽亚害怕受刑处决而出卖了叶夫多基娅，彼得了解了叶夫多基娅的生活以及与反对改革者的关系。她被揭露参与阴谋。格里高利·斯科尔尼亚科夫·皮萨列夫上尉被派往苏兹达尔调查，他逮捕了她和她的支持者。

1718年2月3日，彼得给他下达命令：“给上尉皮萨列夫的射石炮连的法令。你应该去苏兹达尔，在我前妻和她最喜欢的人的牢房里，检查这些信件，如果有可疑的信件，根据你拿出来的信件，逮捕他们并带上信，留人守门。”

格里高利·斯科尔尼亚科夫·皮萨列夫穿过难以察觉的下层大门，突然闯入废后的禁闭室，发现废后身着世俗服饰。搜查中发现废后的衣服里没有法衣。当他搜出两封信时，叶夫多基娅急忙抢过。两封信很新且都来自莫斯科，其一来自代祷修道院的律师米哈伊尔·沃罗宁，其二没有地址和签名，是阿布拉姆手写的。米哈伊尔告诉他的兄弟们，沙皇要从国外回到莫斯科，虽然是写给代祷修道院仆人瓦西里和伊万·沃罗宁兄弟的，但目的是让叶夫多基娅了解情况。
在修道院的教堂里，他找到了一张纸条，其中不称她为修女，而是“我们最虔诚的皇后、皇太后和大公夫人叶夫多基娅·费多罗夫娜”，然后祝愿她和阿列克谢皇子“幸福安康，健康和得到救赎，一切顺利，现在和今后，未来无数年，在幸福的生活中度过许多年”。他报告称，废后在一座僻静修道院的围墙内，生活完全自由，不自称埃琳娜，仍自称叶夫多基娅，礼拜时仍作为皇后在沙皇之后被提及，并像皇后一样统治当地，在禁闭室与修道院的人长期秘密对话。

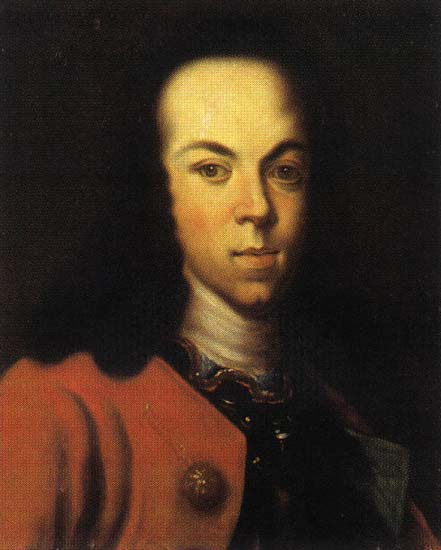
叶夫多基亚唯一存活的儿子阿列克谢皇子

在审讯中，格列博夫供称：“我通过老修女卡普捷琳娜爱上了她，并与她通奸生活在一起。”老修士马捷米扬和卡普捷琳娜作证说，“修女埃琳娜让她的情人日日夜夜来到她身边，斯捷潘·格列博夫拥抱并亲吻她，他们有时带我们去他们的牢房，有时打发我们走。”搜查卫兵的列夫·伊兹麦洛夫上尉在格列博夫家发现了9封来自皇后的信。在其中，她要求他退伍去当苏兹达尔的州长，建议他如何在各种事情上取得成功，但主要是关于他们的爱情。叶夫多基娅完全证实了玛丽亚姆娜和格列博夫的供词，在普通法庭与格列博夫对质后本人亲笔供称：“我和他一起在服役时过着淫荡的生活，这是我的错。”在给彼得的一封信中，她坦白了一切并请求原谅，以免她“死无葬身之地”。
2月14日，皮萨列夫逮捕了叶夫多基娅和其余35人并将他们带到莫斯科。20日，格列博夫和叶夫多基娅在普列奥布拉任斯基地牢中密会，但未能达成一致。格列博夫被指控写了这样一封信：“对国王陛下这一崇高的旗帜人物进行了不诚实的指责，并对人民的陛下表示愤慨”。奥地利人普莱尔在写给祖国的信中说：“斯捷潘·格列博夫少校在莫斯科受到可怕的鞭子、灼热的铁和燃烧的煤的折磨，三天来，他被用木钉限制在木板上的一根柱子上，什么也没说。”格列博夫被放在木桩上处以穿刺之刑，死前受了14个小时的折磨。根据一些资料显示，叶夫多基娅被迫出席处刑，并不被允许闭上眼睛或转身离开。
经过残酷的调查，叶夫多基娅的其他支持者被处决，其他人被鞭打和流放。苏兹达尔修道院的僧侣和修女、克鲁蒂茨基大都会伊格纳修斯（斯莫拉）和其他许多人都被发现同情叶夫多基娅。3月，玛尔法代祷修道院的女修道院长、玛丽亚姆娜、修女卡皮托丽娜和其他几位修女在莫斯科红场被定罪并处决。神职人员委员会还判处她鞭刑，当着他们的面执行。6月26日，她唯一的儿子阿列克谢皇子去世。12月，阿布拉姆被处决。
结果，叶夫多基娅于1718年从苏兹达尔被转移到亚历山大的圣母安息修道院，然后到拉多加的圣母安息修道院，在那里她在严格的监督下生活了7年，所有人被禁止和她说话，直到她的前夫去世。
1720年，秘密总理府的秘书季莫菲·帕莱金奉敕调查叶夫多基娅之前的行踪。
彼得死后，他的第二任皇后叶卡捷琳娜一世登基。和身为罗曼诺夫家族成员的彼得相比，叶卡捷琳娜的权利受到质疑，故叶夫多基娅对女沙皇的威胁更大。1725年，叶夫多基娅被秘密转移到圣彼得堡附近的什利斯堡要塞，在那里她作为政治犯被叶卡捷琳娜以“著名人物”的名义严格关押在一个地下的条件恶劣的秘密监狱中，病倒了且只有一个体弱的老妇人照料。

### 彼得二世登基后
1727年5月，叶夫多基娅的孙子彼得二世登基。8月1日，叶夫多基娅被放出地牢。9月，她带着盛气凌人的气势被光荣地召回旧都莫斯科。彼得二世给她写信，送她自己的肖像和一万卢布作为礼物。她首先住在克里姆林宫的阿森松修道院，然后是新圣女修道院的洛普欣斯基宫。尽管缅什科夫极力反对，最高枢密院颁布法令，恢复叶夫多基娅皇后的荣誉和尊严，撤消所有诋毁她的文件，并取消了彼得1722年没有考虑到皇后的权利而自行指定皇位继承人的决定。她得到了丰富的生活费和一个每年以4500卢布维持的特殊的朝廷。在彼得二世抵达莫斯科后，她每年维持朝廷的钱增加到6万卢布，同时租用2000农户。她也去克里姆林宫拜访彼得二世和他的姐姐纳塔莉娅和姑妈叶丽萨维塔。但在一次私人会面中，彼得厌倦了祖母的指点，拨了她的赡养费，却常常不想见她。她在彼得二世的朝廷中有时出现，但没有发挥任何作用。
1730年彼得二世在她生前驾崩后，她被最高枢密院成员提名为新君主的候选人之一，但有证据显示她因自认年老而拒绝了。后来，她的族人斯捷潘·瓦西列维奇·洛普欣回忆：
当沙皇彼得二世去世时，陆军元帅戈利岑亲王季米特里和陆军元帅多尔戈鲁科夫亲王召见我，问陛下是否签署了任何文件。我说我没有看到。他们也讨论选择谁登基。一开始他们说起叶夫多基娅·费奥多罗夫娜皇后，她已经老了；然后谈及叶卡捷琳娜公主们（指彼得和叶卡捷琳娜一世的女儿们）和普拉斯科维娅公主们（指伊凡五世和普拉斯科维娅皇后的女儿们），他们说不出下流的话。元帅多尔戈鲁科夫亲王在谈论叶丽萨维塔陛下时说，她在婚前出生，说了一些更下流的话后，表示无法选择她。然后他们决定选举安娜·伊万诺夫娜（伊凡五世的女儿）为女沙皇。
叶夫多基娅参加了安娜的加冕典礼，与安娜拥抱并哭泣。
叶夫多基娅于1731年去世。她的遗言是：“上帝让我知道地球的伟大和幸福的真正价值。”
安娜女皇因为记得叶夫多基娅拒绝登基才使得她得以登基，对叶夫多基娅很尊重，并前来参加她的葬礼。叶夫多基娅被安葬在新圣女修道院大教堂南墙的斯摩棱斯克天主之母圣像大教堂内，旁边是索菲娅公主和她的妹妹叶卡捷琳娜·阿列克谢耶夫娜的坟墓。

## 彼得堡要空
“彼得堡要空”是关于新首都消亡的预言（诅咒），引自她儿子的话，据称她从玛丽亚公主那里听说了叶夫多基娅皇后“听到了一些谈话”的故事。这些话是由书记员记录在审讯中的。
……公主玛丽亚·阿列克谢耶夫娜，……根据许多我母亲在场时的谈话。（……）她还说彼得堡无法承受我们：“很多人说它是空的”。

## 家庭

### 子
- 阿列克谢·彼得罗维奇（1690年2月18（28）日—1718年6月26日（7月7日））。在母亲失宠后，他过着特别不稳定的生活，最终被父亲以密谋反对他的罪名监禁。就在他被父亲和参议院正式判处死刑两天后，他因被鞭打而死于狱中。

1711年，他娶了不伦瑞克-沃尔芬比特尔的夏洛特·克里斯汀公主，哈布斯堡的卡尔六世的妻妹。他和她生了两个孩子：纳塔利娅（1714-1828）和未来的沙皇彼得二世（1715-1730）。
- 亚历山大·彼得罗维奇（普列奥布拉任斯科，1691年10月3（13）日—1692年5月14（25）日）。1691年11月11日，他在楚鐸夫修道院受洗，他的姑母纳塔丽娅·阿列克谢夫娜·罗曼诺娃担任教母。他在一岁半时去世，于1692年5月24日葬于莫斯科克里姆林宫内的天使长主教座堂。他的父亲因为与他的母亲关系完全疏远而不顾她的感受，没有参加葬礼。
- 保罗大公（1693年—1693年）。

## 教会活动
- 伊万诺沃州舒亚区的杜尼洛沃村以叶夫多基娅的名字命名，属于洛普欣家族。在村里的代祷大教堂里有一个奇迹般的图标——叶夫多基娅和彼得的贡献。
- 1691—1694年，在她的要求下，安德罗尼科夫斯基修道院的食堂添加了第三层，其中有天使长米迦勒教堂和圣彼得和保罗的侧祭坛。她接管了家族墓穴下的较低层，在那里安装了圣母的标志。
- 1748年，在卡卢加附近的京科沃村，显露了最神圣的圣母神像，后称卡卢加。“在这个圣像上，圣母屈尊以一种非常相似的形式出现，与身着修道院长袍的叶夫多基娅皇后一生画像和一本打开的书非常相似，这是她在获得这座神殿前近40年在代祷修道院逗留期间所写的”[11]。

## 影视形象
- 柳博芙·杰尔马诺娃（《彼得大帝的青年时代》，《光荣时代的开始》，1980年）
- 纳塔利娅·安德烈琴科（《彼得大帝》，苏联-美国，1986年）
- 柳德米拉·扎伊采娃（《阿列克谢皇子》，1997年）

## 文献
- 叶西波夫《叶夫多基娅·费奥多罗夫娜皇后获释》（《俄罗斯公报》，第28卷）
- 彼得一世的第一任妻子叶夫多基娅·洛普希娜（页面存档备份，存于） 2009年11月26 日存档于Wayback Machine//俄罗斯档案馆，1863年，第7卷，第541-549页。
- 米哈伊尔·谢梅夫斯基，《叶夫多基娅·费奥多罗夫娜·洛普希娜》 // 《俄罗斯公报》1859年第9号。
- 尼古拉·乌斯特利亚洛夫，《彼得大帝统治的历史》。1859年，第6卷。
- 米哈伊尔·波戈金，关于阿列克谢·彼得罗维奇皇子案件的文件集。1861年。
- 维亚切斯拉夫·尼古拉耶维奇·科兹利亚科夫，《叶夫多基娅皇后》或《莫斯科大公国的哀歌》。《青年近卫军》，2014年，320[32]（精彩人物的生活。小系列：传记；第66期）。3000份。ISBN 978-5-235-03724-3。